# Paradisgravand
Paradisgravand (Tadorna variegata) är en fågel i familjen änder inom ordningen andfåglar. Den förekommer enbart i Nya Zeeland.

## Kännetecken

### Utseende
Paradisgravanden är en stor (63-71 cm) andfågel med tydligt skilda dräkter hos hane och hona. Hanen har svart huvud med marmorerad mörkt gråbrun kropp, medan honan har vitt huvud och kastjanjebrun kropp. I flykten syns vitt på täckarna, mörka handpennor, grönglänsande armpennor och orange- eller kastanjebruna tertialer.

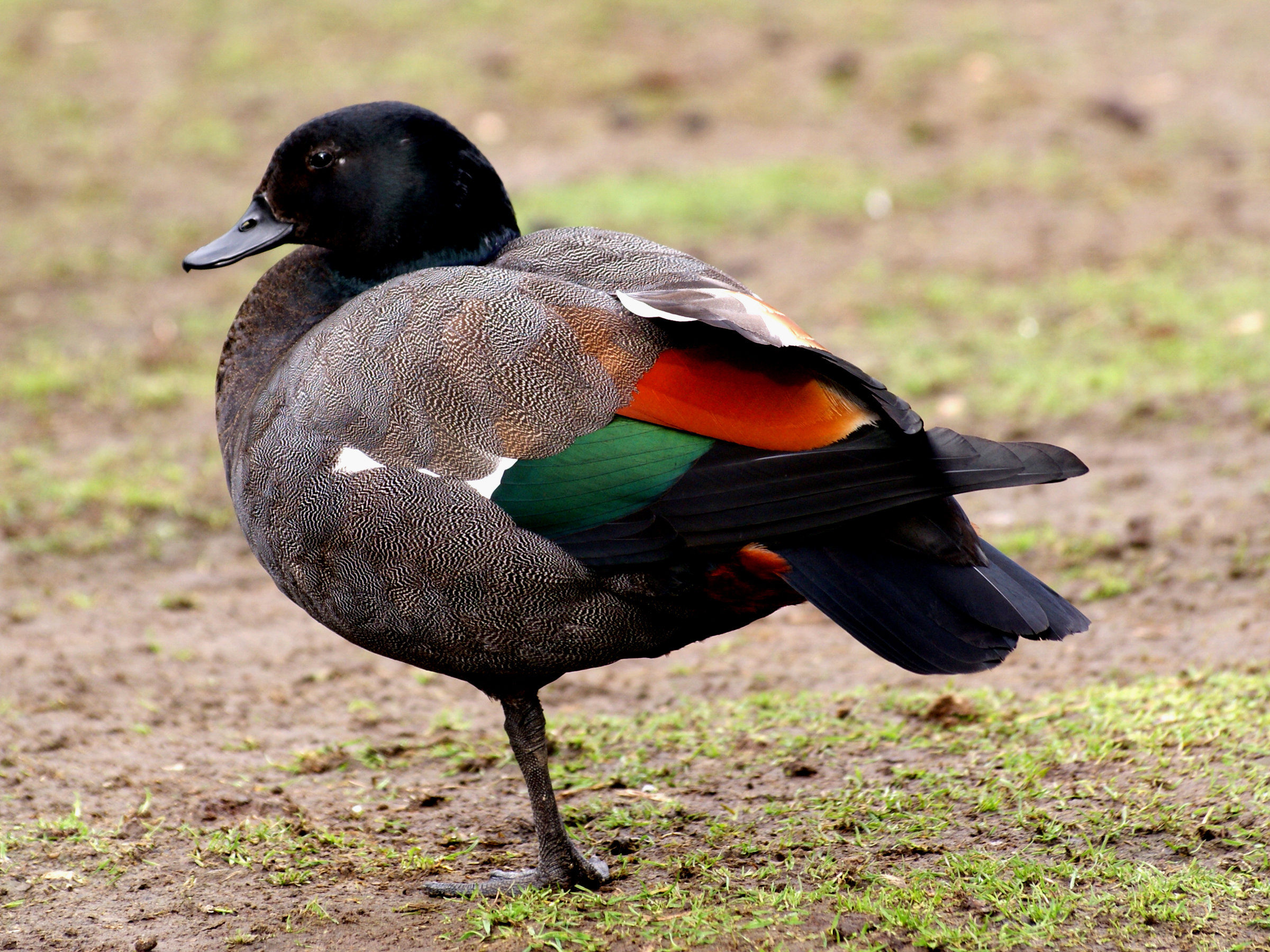
Hane paradisgravand.

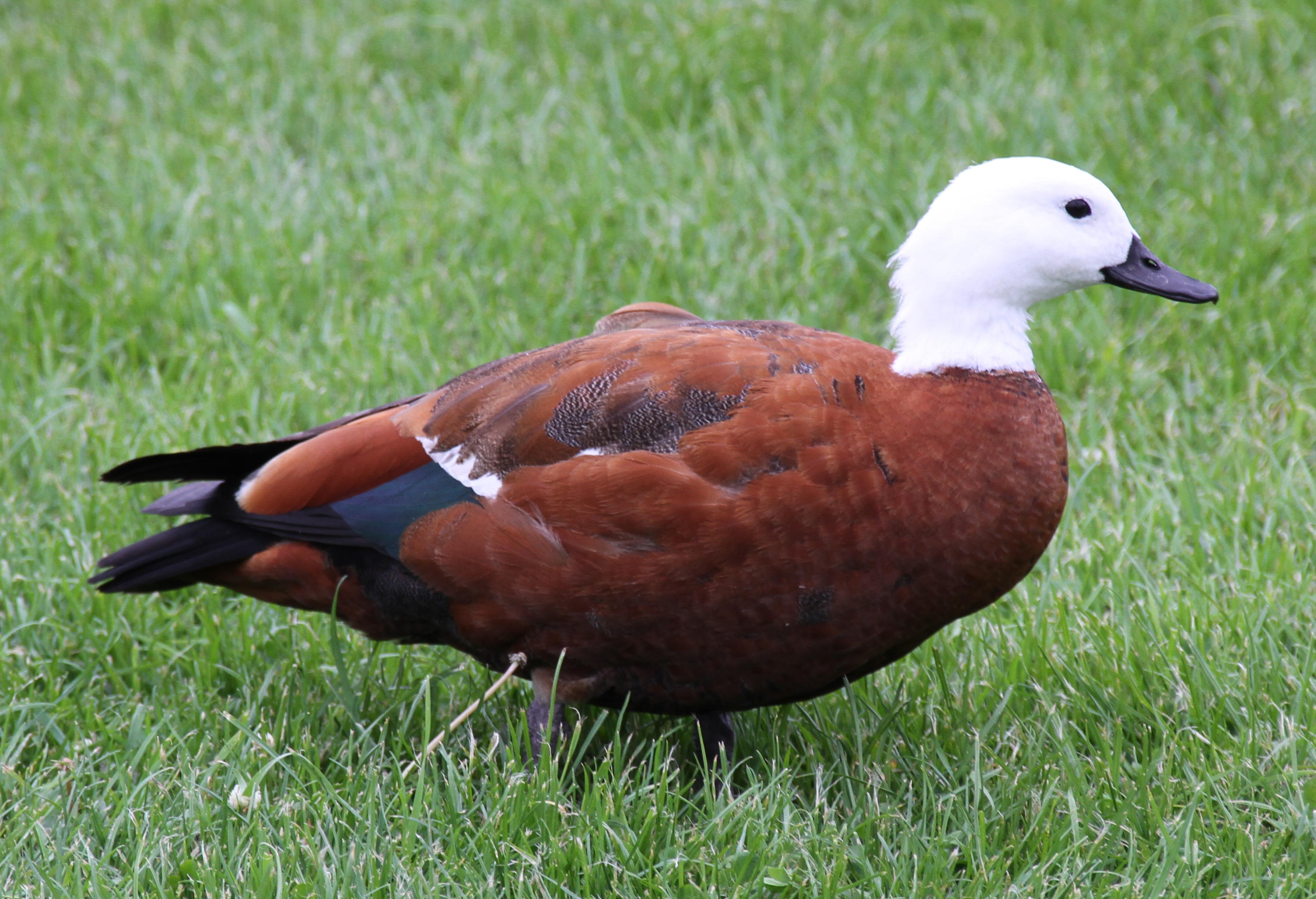
Hona.

### Läten
Paradisgravanden är en ljudlig fågel. Hanen yttrar ett djupt "zonk-zonk..." och honan ett gällare "zeek, zeek...".

## Utbredning och systematik
Paradisgravanden förekommer i Nya Zeeland, på Nordön, Sydön och Stewartön. Tillfälligt har den påträffats i Australien. Fågeln har påträffats i flera europeiska länder, däribland Sverige, men det har bedömts osannolikt att den nått dit på naturlig väg. Den behandlas som monotypisk, det vill säga att den inte delas in i några underarter.

## Levnadssätt
Paradisgravanden hittas i en rad olika våtmarksmiljöer, från kust och flodmynningar till sjöar och dammar i inlandet samt bergsbelägna vattendrag. Den ses i par eller i större flockar, framför allt när den ruggar mellan december och mars. Den är en allätare, men anses huvudsakligen leva av vegetabilisk föda. Häckningen inleds i månadsskiftet juli–augusti.

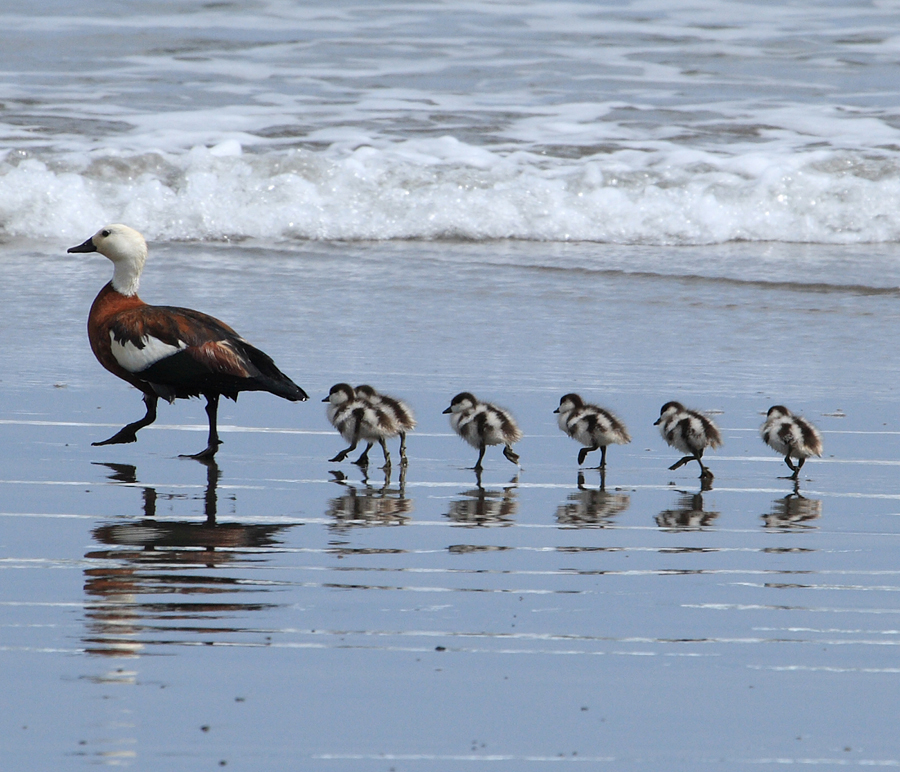
Hona paradisgravand med ungar.

## Status och hot
Arten har ett stort utbredningsområde och en stor population med stabil utveckling och tros inte vara utsatt för något substantiellt hot. Utifrån dessa kriterier kategoriserar internationella naturvårdsunionen IUCN arten som livskraftig (LC).